# Pracownicza Demokracja
Pracownicza Demokracja (PD) – polska organizacja polityczna o charakterze marksistowskim, związana z Tendencją Międzynarodowych Socjalistów (nieortodoksyjni trockiści). Powstała pod koniec 1990, pierwotnie jako Solidarność Socjalistyczna, którą to nazwę nosiła do połowy lat 90.

## Program i ideologia

### Poglądy gospodarcze
Pracownicza Demokracja opowiada się za obaleniem kapitalizmu w wyniku masowej antykapitalistycznej rewolucji socjalistycznej i zastąpieniem go demokracją pracowniczą, czyli socjalizmem oddolnym. Nie wierzy w stworzenie „kapitalizmu z ludzką twarzą" poprzez parlamentarne reformy. Konieczność obalenia kapitalizmu argumentuje tym, że ten system
- prowadzi do wyzysku, wojen, kryzysów, skrajnego rozwarstwienia dochodów (powstawania obszarów nędzy przy jednoczesnym bogaceniu się znikomej mniejszości), degradacji środowiska społecznego i przyrodniczego

- sprawia, że produkcja opiera się na walce o zysk, zamiast na ludzkich potrzebach

- polega na władzy banków i korporacji nad gospodarką, polityką i innymi kwestiami

W programie zapisano, iż demokracja powinna opierać się na komitetach delegatów i radach pracowniczych w zakładach pracy, takich jak rady robotnicze podczas rewolucji w 1905 i i 1917 roku oraz Międzyzakładowe Komitety Strajkowe w czasach pierwszej „Solidarności". 

### Poglądy społeczne
Zwolennicy PD są przeciwko rasizmowi, faszyzmowi, antysemityzmowi oraz innym formom dyskryminacji mniejszości, takim jak dyskryminacja osób LGBT+. Popierają pełną emancypację kobiet – społeczną, ekonomiczną i polityczną – oraz wszystkie rzeczywiste ruchy narodowowyzwoleńcze. Sprzeciwiają się nacjonalizmowi.

### Poglądy na historię
Zdaniem Pracowniczej Demokracji rasizm jest skutkiem kapitalizmu, a konkretniej uzasadnieniem dla transatlantyckiego handlu niewolnikami, a później również podbojów kolonialnych.

#### Państwa komunistyczne
Pracownicza Demokracja uważa, że w PRL-u, Czechosłowacji, ZSRR (od ok. 1928) i innych krajach bloku wschodniego panował system nie socjalizmu, a państwowego kapitalizmu, gdyż pracownicy nie mieli żadnej kontroli nad gospodarką i państwem, kontrolę miała zaś rządząca klasa biurokratyczna.
Uważa też, że w krajach takich, jak Chiny czy Kuba dokonała się odchylona z kursu permanentna rewolucja (a nie rewolucja pracownicza, jak sądzą inne odłamy trockistowskie), prowadząca do państwowego kapitalizmu, ponieważ walk nie prowadziła tam klasa pracownicza, lecz klasa średnia.

## Działalność

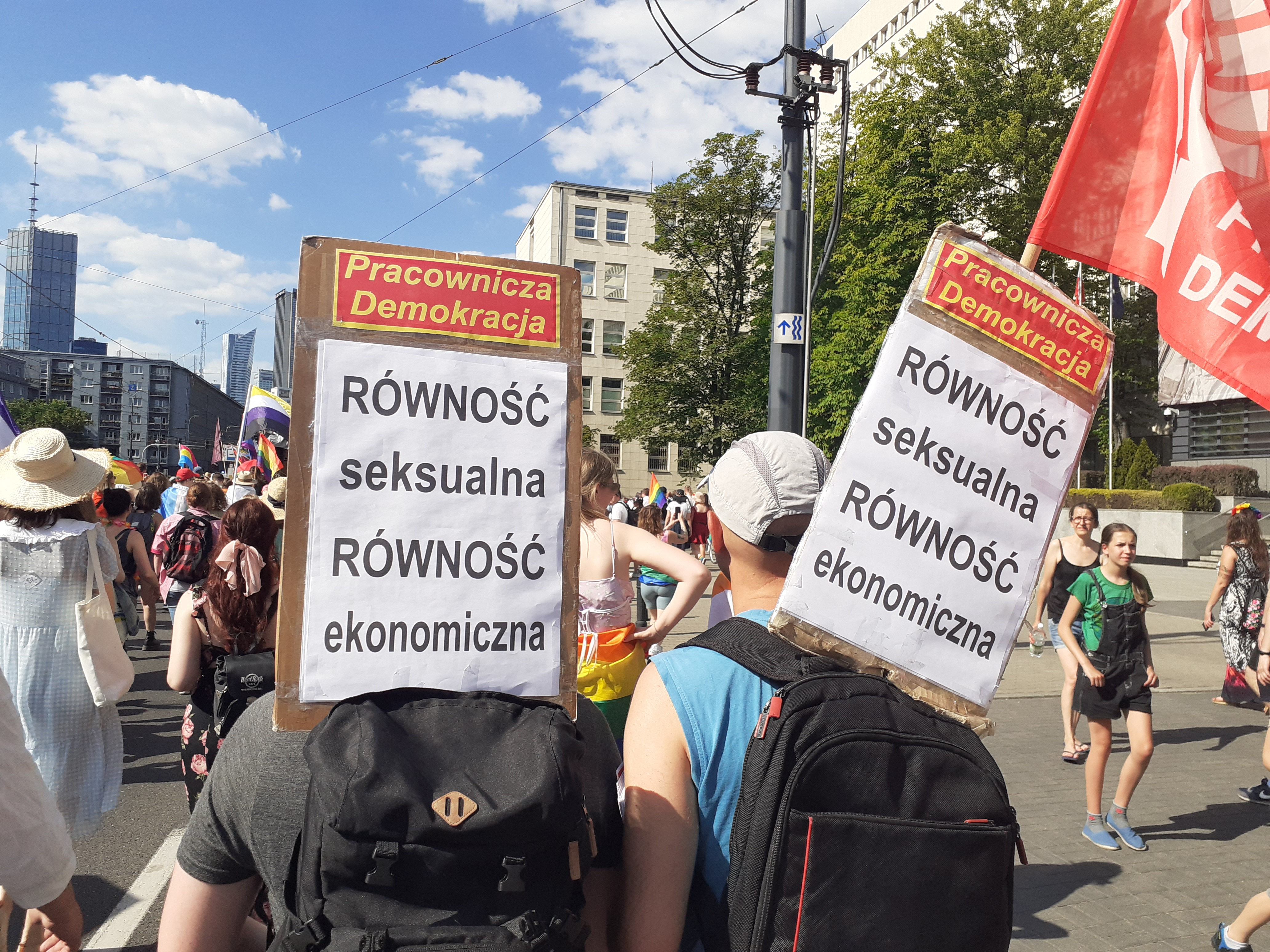
Postulaty Pracowniczej Demokracji niesione w trakcie Parady Równości w 2022.

Pracownicza Demokracja organizuje różne debaty, wydarzenia kulturalne, projekcje filmów. Co roku odbywa się także „Weekend Antykapitalizmu” współorganizowany przez PD. Podczas Weekendu Antykapitalizmu 2012 gośćmi byli m.in.: ekonomista Tadeusz Kowalik, Roman Kurkiewicz, Piotr Ikonowicz, oraz goście zza granicy – jeden ze współorganizatorów ruchu Oburzonych Albert Garcia i Syryjczycy mieszkający w Polsce.
Jest jednym z ugrupowań tworzących od samego początku ruch antywojenny w III RP – występowała m.in. przeciw interwencji USA w Afganistanie i Iraku. Uczestniczy w antyfaszystowskiej Koalicji 11 Listopada, której celem jest blokowanie Marszu Niepodległości odbywającego się co roku w Warszawie.
Wydaje miesięcznik o tej samej nazwie. Ma sekcje w większych miastach Polski, m.in. w Warszawie, Gdańsku i Szczecinie.

## Udział w wyborach

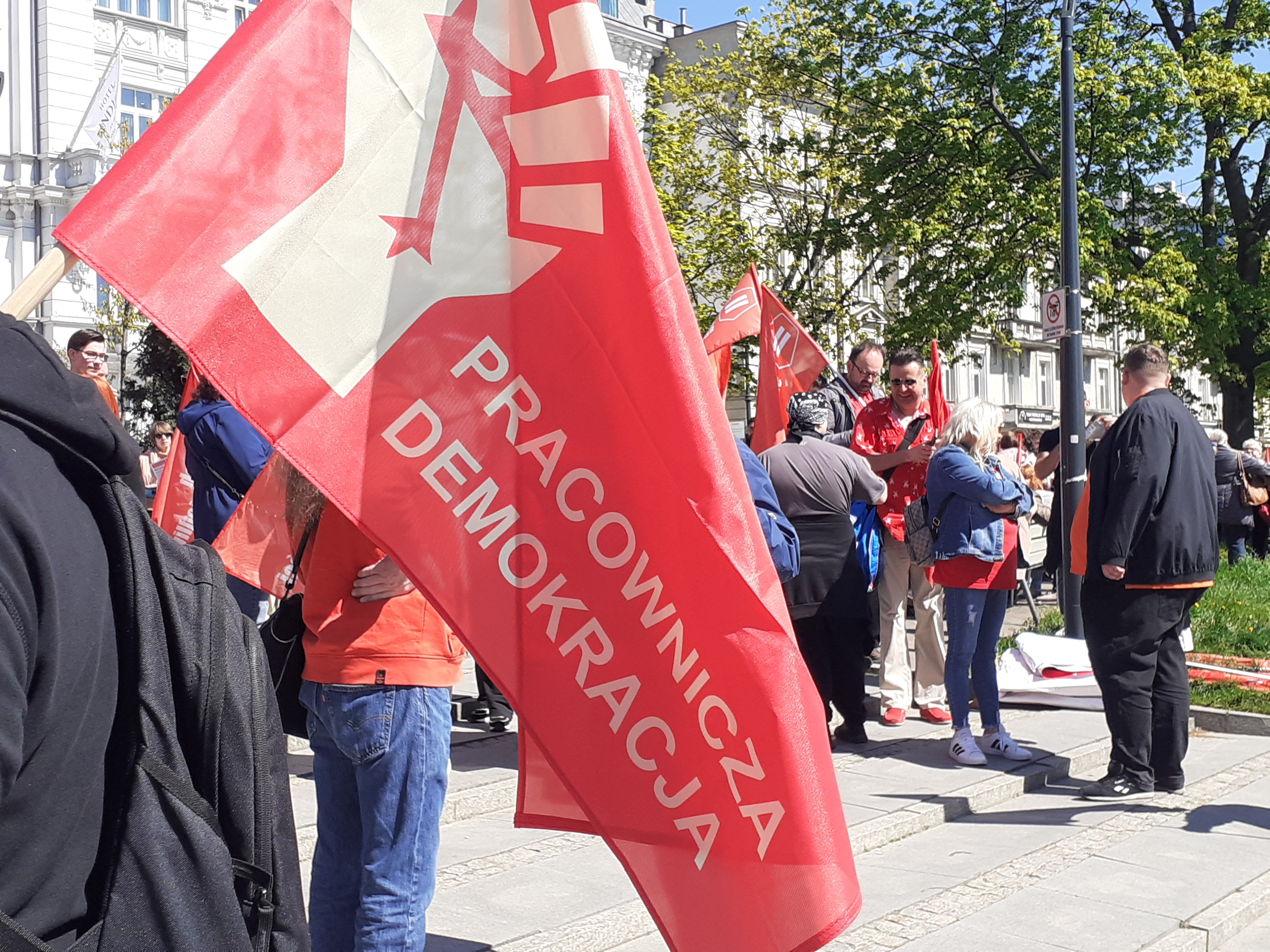
Flaga Pracowniczej Demokracji na pochodzie pierwszomajowym w 2023.

Kandydatem w wyborach prezydenckich w 2005 popieranym przez PD miała być prof. Maria Szyszkowska, jednakże jej sztab wyborczy nie zebrał wystarczającej liczby podpisów, które umożliwiłyby jej kandydaturę. Dlatego 11 września 2005 PD poparła w wyborach parlamentarnych listę Polskiej Partii Pracy – Sierpień 80, a w prezydenckich kandydaturę Daniela Podrzyckiego. Po tragicznej śmierci Podrzyckiego PD nawoływała do bojkotu obu rund wyborów prezydenckich. W wyborach 2007 opowiedziała się za poparciem dla PPP. W wyborach prezydenckich 2010 opowiedziała się za poparciem Bogusława Ziętka. W wyborach parlamentarnych w 2011 ugrupowanie nie poparło żadnej listy wyborczej. Poparcie dla PPP zostało wycofane ze względu na start z list tej partii osób związanych ze środowiskiem nacjonalistycznym. W wyborach do Parlamentu Europejskiego w 2014 Pracownicza Demokracja poparła listy wystawione przez Partię Zieloni. W wyborach parlamentarnych w 2015 PD ogłosiła poparcie dla Partii Razem.